# Giuseppe Mingione
Giuseppe Mingione (ur. 28 sierpnia 1972 roku w Caserta) – włoski matematyk, profesor Uniwersytetu w Parmie. Specjalizuje się w rachunku wariacyjnym i równaniach różniczkowych cząstkowych.

## Życiorys
Urodził się 28 sierpnia 1972 roku w Caserta. W roku 1994 ukończył studia na Uniwersytecie w Neapolu. Na macierzystej uczelni pięć lat później uzyskał także doktorat na podstawie rozprawy Some variational regularity problems in the vectorial case (jego promotorem był Nicola Fusco). Od 1997 roku pracuje na Uniwersytecie w Parmie, gdzie od 2006 roku jest profesorem.
Autor ponad 100 artykułów naukowych. Swoje prace publikował m.in. w „Archive for Rational Mechanics and Analysis”, „Calculus of Variations and Partial Differential Equations”, „Mathematische Annalen", „Journal of Functional Analysis”, „Journal für die Reine und Angewandte Mathematik”, „Journal of the European Mathematical Society”, „Duke Mathematical Journal" i „Inventiones Mathematicae”.
W 2007 roku uzyskał prestiżowy granty ERC.
W 2005 roku został nagrodzony Bartolozzi Prize. W roku 2006 otrzymał Medal Stampacchia, w 2010 Premio Caccioppoli, a w 2016 Premio Amerio.
W 2017 roku został komandorem Orderu Zasługi Republiki Włoskiej.